# The Big Cigar
The Big Cigar, ou Opération Cigare au Québec est une mini-série américano-canadienne, développée par Jim Hecht, basée sur l'article Playboy de 2012 par Joshuah Bearman et diffusée depuis le 17 mai 2024 sur Apple TV+. Elle est coproduite par Folding Chair Productions, Jim Hecht Productions, Epic et Warner Bros. Television.

## Synopsis
La folle aventure de Huey P. Newton, fondateur des Black Panthers, qui, pour échapper au FBI, s'enfuit à Cuba avec l'aide du célèbre producteur Bert Schneider, en élaborant un plan rocambolesque impliquant une fausse production de film.

## Fiche technique
- Titre original : The Big Cigar
- Autres titres francophones : Opération Cigare (Québec)
- Création : Jim Hecht
- Réalisation : Don Cheadle, Tiffany Johnson, Damon Thomas
- Scénario : Joshuah Bearman, Ameer Hasan, Jim Hecht, Laurence Andries, Janine Sherman Barrois, Gwendolyn M. Parker, Valerie Woods
- Direction artistique : Warren Alan Young
- Décors : Mark Larkin, Amanda Vernuccio, Juan David Bernal, Irena Jacobs
- Costumes : Gersha Phillips
- Photographie : Miroslaw Baszak, Carmen Cabana, Suki Medencevic
- Montage : John Peter Bernardo, Avril Beukes, Kyle Bond, Rebecca Valente
- Musique : Robert Glasper
- Production : 
  - Producteur : Dan Kaplow, Adam Ben Frank, Joshua Levey
  - Producteur exécutif : Janine Sherman Barrois, Joshuah Bearman, Don Cheadle, Joshua Davis, Jim Hecht, Arthur Spector
  - Coproducteur exécutif : Laurence Andries, Gwendolyn M. Parker, Ben Rosenblatt, Valerie Woods
- Sociétés de production : Epic, Jim Hecht Productions, Folding Chair Productions, Warner Bros. Television
- Sociétés de distribution : Warner Bros. Television
- Budget : N/A
- Pays d'origine :  États-Unis,  Canada
- Langue originale : anglais
- Format : couleur
- Genre : Biographique, Thriller
- Durée : 39—41 minutes
- Dates de diffusion :
  -  États-Unis : 17 mai 2024 sur Apple TV+
  -  Canada,  Québec : 17 mai 2024 sur Apple TV+
  -  France : 17 mai 2024 sur Apple TV+

## Distribution

### Principaux
- André Holland (VF : Jean-Baptiste Anoumon) : Huey P. Newton
- Tiffany Boone (VF : Aurélie Konaté) : Gwen Fontaine
- Alessandro Nivola (VF : Damien Boisseau) : Bert Schneider
- Marc Menchaca (VF : Jérémie Covillault) : Sydney Clark
- P. J. Byrne (VF : Vincent Ropion) : Stephen « Steve » Blauner (en)

### Secondaires
- Glynn Turman (VF : Saïd Amadis) : Walter Newton
- Moses Ingram (VF : Corinne Wellong) : Teressa Dixon
- Jaime Ray Newman (VF : Léovanie Raud) : Roz Torrance
- Inny Clemons : Richard Pryor
- Jordane Christie : Bobby Seale
- Brenton Allen (VF : Frantz Confiac) : Eldridge Cleaver
- Olli Haaskivi (en) : Arthur A. Ross
- Michael Mașini : Gregory Lipton
- Chris Brochu (VF : Franck Lorrain) : Dennis Hopper
- Rebecca Dalton (en) : Jessica
- Noah Emmerich (VF : Bernard Lanneau) : Stanley Schneider
- John Doman (VF : Philippe Dumond) : Abe Schneider
- Owen Roth : Jack Nicholson
- Manuel Rodriguez Saenz : Tajo
- Hudson Wurster : Michael Torrance
- James Cade (en) : l'agent Anderson
- Al McFoster : Ceddy
- Taylor Jackson : Candice Bergen
- Liz Adjei : Betty Shabazz
- Brian Jansen : Warren Winkle

Version française dirigée par Marie-Eugénie Maréchal au studio Dubbing Brothers, d'après une adaptation des dialogues de Sabrina Boyer et Laurence Duseyau.
 Source et légende : version française (VF) sur RS Doublage et cartons du doublage français.

## Production
En décembre 2012, il a été annoncé que Jonathan Dayton et Valérie Faris réalisaient un film pour Sony Pictures et que Jim Hecht écrirait le scénario.
En avril 2022, il a été signalé que Apple TV+ avait choisi la série, lui donnant une commande de six épisodes. En avril à juin, André Holland, Tiffany Boone and Alessandro Nivola ont été choisis pour jouer dans la série, avec Marc Menchaca et P. J. Byrne les rejoignant en juillet. En août, Jordane Christie, Moses Ingram, Olli Haaskivi et Glynn Turman ont été choisis comme personnages secondaires de la série.
La production a commencé en juin 2022 à Toronto , et en août à Hamilton. La mairie de Hamilton était utilisé comme Aéroport international de San Francisco.

## Épisodes
1. Panther/Producteur (Panther/Producer)
2. Le Cubain (The Cuban)
3. Flingues et matsas (Guns & Matzah)
4. Des amis fiables? (What Are Friends For?)
5. Paradis perdu (Lost Paradise)
6. Le Pirate (The Pirate)